# L'Héritage d'Hastur
L'Héritage d'Hastur (titre original : The Heritage of Hastur) est un roman du Cycle de Ténébreuse, de Marion Zimmer Bradley, publié en 1975.